# Evangelisch-Lutherisches Kirchengesangbuch
Das Evangelisch-Lutherische Kirchengesangbuch (ELKG) ist das für die Selbständige Evangelisch-Lutherische Kirche (SELK) verbindliche Gesangbuch, das 1987 eingeführt wurde. 2021 erschien eine neue Ausgabe, das ELKG².

## Aufbau des alten ELKG
Das Evangelisch-Lutherische Kirchengesangbuch orientiert sich am Evangelischen Kirchengesangbuch (EKG, ab 1950) der Gliedkirchen der Evangelischen Kirche in Deutschland, dessen Stammteil (Nr. 1 bis 394) für das ELKG übernommen wurde.
Dem Stammteil sind der Ablauf des Hauptgottesdienstes und die vorgeschalteten Proprien des Gottesdienstes vorangestellt, die größtenteils auch (teilweise an anderen Stellen) im EKG enthalten sind. In diesem Abschnitt finden sich der Introitus und die Lesungen aus dem Alten Testament, der Epistel und dem Evangelium. Es folgt der o. g. Stammteil. Der Liederanhang von Nummer 400 bis 561 bildet den Sonderteil für die Selbständige Evangelisch-Lutherische Kirche. Die Nummern 600 bis 663 weisen Psalmen mit Psalmtönen auf. Hierauf folgen Antiphonen zum Kirchenjahr und eine Übersicht über Kirchenliederdichter und -komponisten. Den Abschluss bilden Gebete und Auszüge aus den lutherischen Bekenntnisschriften mit Luthers Kleinem Katechismus und Teilen aus dem Augsburger Bekenntnis.
Als offizielle Ergänzung zum ELKG wurde im Jahr 2000 das Beiheft zum Evangelisch-Lutherischen Kirchengesangbuch vom Amt für Kirchenmusik und der Liturgischen Kommission der SELK herausgegeben. Es setzt auch numerisch das ELKG fort und beginnt mit der Nummer 700. Darin sind zahlreiche liturgische Gesänge als Varianten enthalten. Außerdem wurden weitere Lieder zum Kirchenjahr, zu den Sakramenten (Taufe, Beichte und Abendmahl), dem Gottesdienst und dem Tagesablauf der Gemeinde aufgenommen.
Seit Erscheinen des ELKG sind drei Ergänzungsbände mit neuerem Liedgut, Komm und Sing (KoSi) oder englisch, Come on and Sing (CoSi), veröffentlicht worden, die in einigen Kirchengemeinden für den gottesdienstlichen Gebrauch verwendet werden.

## Neues Gesangbuch 2021
Nach der Einführung des Evangelischen Gesangbuchs (EG, ab 1993) durch die Evangelischen Landeskirchen gab es in der SELK Überlegungen, dieses mit eigenem Liederanhang zu übernehmen. Der Allgemeine Pfarrkonvent 2005 in Berlin und die 11. Kirchensynode 2007 in Radevormwald beschlossen jedoch mit großer Mehrheit, ein eigenes, betont lutherisches Gesangbuch zu konzipieren und herauszugeben.
Kritisch gesehen werden von Seiten der SELK sowohl manche Lieder des EG, die mit der lutherischen Theologie, beispielsweise bezüglich des Abendmahls, nicht vereinbar seien, als auch kirchenmusikalische Entscheidungen, die als Fehlentwicklung angesehen werden. Ein weiterer Kritikpunkt sind die abgedruckten Bekenntnistexte, beispielsweise der reformierte Heidelberger Katechismus und die Leuenberger Konkordie, welche die SELK aus theologischen Gründen ablehnt.
Das neue Gesangbuch der SELK ist im November 2021 erschienen. Es heißt wieder Evangelisch-Lutherisches Kirchengesangbuch, jetzt abgekürzt als ELKG².

## Ausgaben
- Evangelisch-Lutherisches Kirchengesangbuch. Göttingen 1987, ISBN 978-3-86147-189-9.
- Evangelisch-Lutherisches Kirchengesangbuch. Stuttgart 2021, ISBN 978-3-438-07500-0